# 바너드 루프
바너드 루프(Barnard's Loop, 카탈로그 부호 :  Sh 2 -276 )는 오리온 자리에 있는 발광 성운이다. 이는 어두운 말머리 성운과 밝은 오리온 성운을 포함하는 오리온 분자운 복합체의 일부로, 대략 오리온 성운에 중심을 둔 큰 곡선의 형태를 가지고 있다. 오리온 성운 내부의 별들은 루프를 이온화하는 역할을 하는 것으로 생각된다.
이 루프는 지구에서 볼 때 약 600 각분 이상으로 확장되어 오리온자리의 대부분을 덮고 있으며, 매우 어두운 하늘 아래에 있는 관측자는 육안으로도 볼 수 있지만 장시간 노출 사진에서 잘 보인다.
최근의 추정에 따르면 159 pc (518 광년 ) 또는 440 pc(1434 ly)의 거리에 있는 것으로 추정되는데, 이는 그 크기가 각각 약 100 광년 또는 300 광년 크기에 해당하는 것을 의미한다. 이 루프는 약 200만년 전의 초신성 폭발에서 시작된 것으로 생각되는데, 이 폭발에 의하여 마차부자리 AE, 비둘기 자리 Mu 및 양 자리 53을 포함하는 여러 개의 알려져 있는 폭주 별을 생성하였을 가능성이 있으며, 이러한 폭주 별들은 하나의 구성 천체가 초신성으로 폭발한 다중 항성계의 일부이었던 것으로 믿어지고 있다.

이 희미한 성운은 초기의 천문학자들에 의해 관찰되었던 것이 확실하지만, 1894년에 이 성운을 촬영하여 설명한 선구적인 천체 사진가인 에드워드 에머슨 바너드의 이름을 따서 명명되었다.

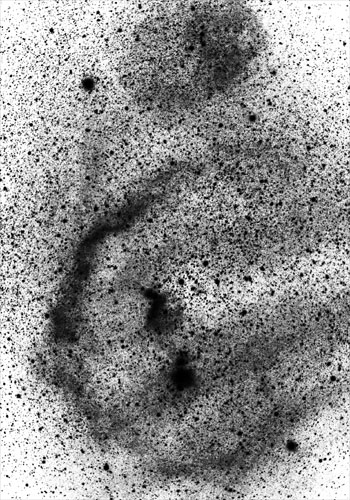
적색 채널이 흑백 반전된 바너드 루프 성운의 상부 영상
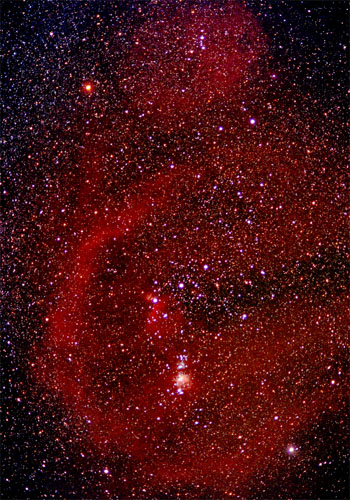
이온화된 수소(H-알파)가 붉은 구름으로 보이는 오리온자리의 장시간 노출 사진. 왼쪽의 큰 활 모양이 바너드 루프이다.
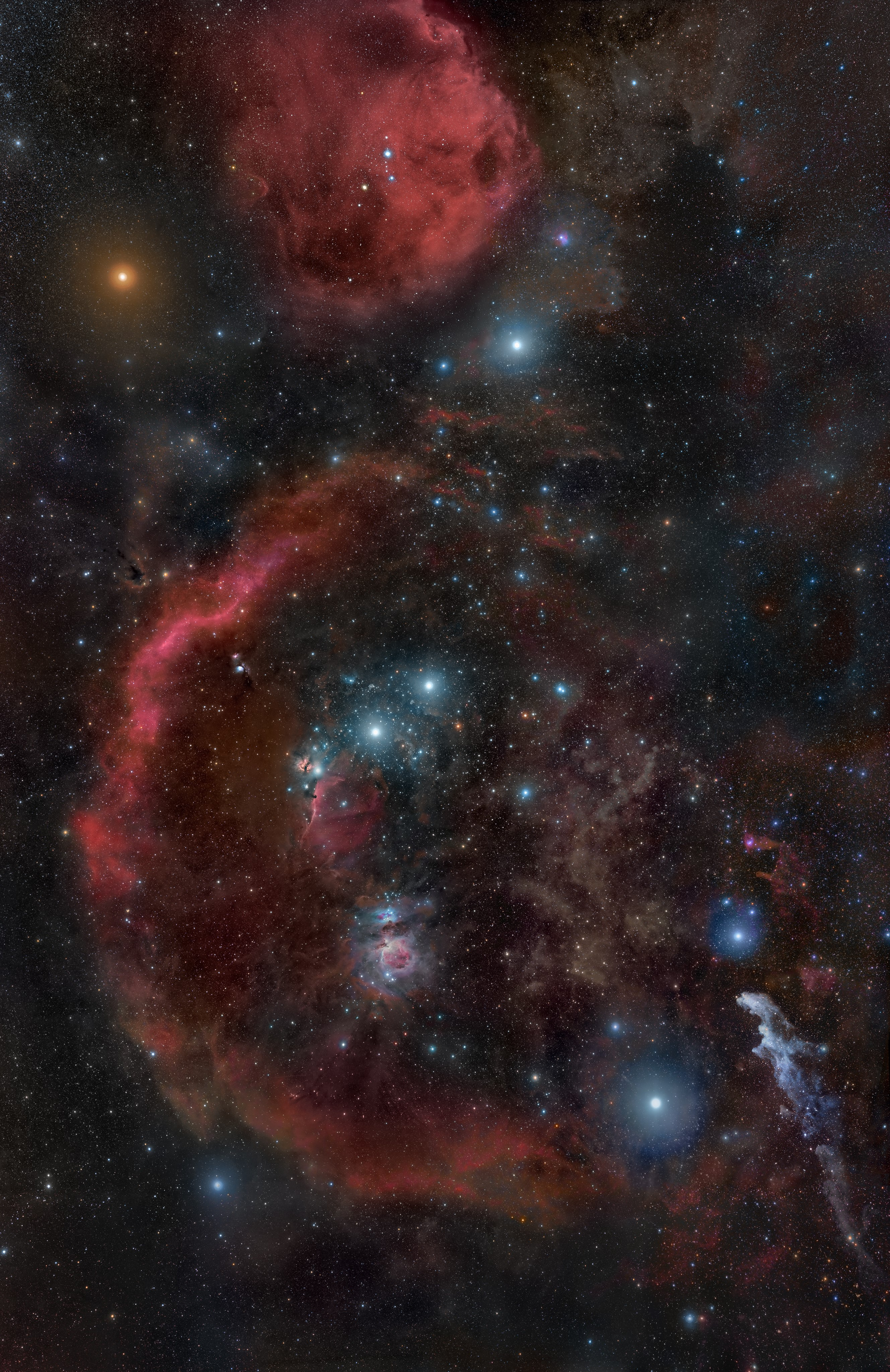
배경으로 오리온 자리의 주요 별과 성운이 보이는 바너드 루프